# Sebastiania potamophila
Sebastiania potamophila är en törelväxtart som först beskrevs av Johannes Müller Argoviensis, och fick sitt nu gällande namn av Ferdinand Albin Pax. Sebastiania potamophila ingår i släktet Sebastiania och familjen törelväxter. Inga underarter finns listade i Catalogue of Life.